# Richard Armitage (acteur)
Richard Crispin Armitage (Leicester, 22 augustus 1971) is een Engelse acteur. Hij is vooral bekend door zijn rollen als Guy of Gisborne in Robin Hood, John Thornton in de televisiebewerking van Elizabeth Gaskells roman North & South en Lucas North in Spooks.
In de driedelige verfilming van J.R.R. Tolkiens boek The Hobbit vertolkt Armitage de rol van de dwergvorst Thorin Oakenshield.

## Theater (selectie)
- 1998: Hamlet als Bernardo
- 1999: The Four Alice Bakers als Young Ritchie
- 1999: Macbeth (Royal Shakespeare Company) als Angus
- 2000: The Duchess of Malfi (Royal Shakespeare Company) als Delio
- 2014: The Crucible (Old Vic) als John Proctor
- 2016: Love, Love, Love (Roundabout Theatre New York) als Kenneth

## Filmografie

### Televisie
- 1995: Boon als Man in pub
- 1999: Cleopatra als Epiphanes
- 2001: Casualty: Playing with Fire als Craig Parker
- 2001: Doctors: Good Companions als Dr Tom Steel
- 2001: Macbeth (Royal Shakespeare Company) als Angus
- 2002: Spooks (seizoen 1): Traitor's Gate als Armed Police Officer Bob
- 2002: Sparkhouse als John Standring
- 2003: Cold Feet (seizoen 5) als Lee
- 2003: Ultimate Force (seizoen 2) als Captain Ian Macalwain
- 2003: Between the Sheets als Paul Andrews
- 2004: North & South als John Thornton
- 2005: ShakespeaRe-Told (Macbeth) als Peter Macduff
- 2005: The Golden Hour als Dr Alec Track
- 2005: The Inspector Lynley Mysteries: In Divine Proportion als Philip Turner
- 2005: Malice Aforethought als William Chatford
- 2006: The Impressionists als de jonge Claude Monet
- 2006: Robin Hood (seizoen 1-3) als Guy of Gisborne
- 2006: The Vicar of Dibley: als Harry Jasper Kennedy, 2 afleveringen en Red Nose Day Special
- 2007: George Gently als Ricky Deeming
- 2007: Miss Marie Lloyd - Queen of The Music Hall als Percy Courtenay
- 2007: Miss Marple: Ordeal by Innocence als Philip Durrant
- 2008: Spooks (seizoen 7) als Officer Lucas North
- 2009: Spooks (seizoen 8) als Officer Lucas North
- 2010: Strike Back als John Porter, 6 afleveringen
- 2010: Spooks (seizoen 9) als Lucas North
- 2011: Strike Back: Project Dawn als John Porter, 2 afleveringen
- 2015: Hannibal als Francis Dolarhyde aka The Tooth Fairy, de laatste 6 afleveringen van seizoen 3
- 2016: Berlin Station (seizoen 1, televisieserie USA) als Daniel Miller
- 2017: Berlin Station (seizoen 2, televisieserie USA) als Daniel Miller
- 2018: Berlin Station (seizoen 3, televisieserie USA) als Daniel Miller
- 2021: Stay close Netflix serie als Ray Levine
- 2023: Obsession Netflix serie als William Farrow

### Film
- 1999: This Year's Love als  Smug man at party
- 1999: Star Wars: Episode I: The Phantom Menace als Bravo fighter pilot
- 2005: Frozen als Steven
- 2011: Captain America: The First Avenger als Heinz Kruger
- 2012: The Hobbit: An Unexpected Journey als Thorin Oakenshield
- 2013: The Hobbit: The Desolation of Smaug als Thorin Oakenshield
- 2014: The Hobbit: The Battle of the Five Armies als Thorin Oakenshield
- 2014: Into the Storm als Gary Morris
- 2016: Alice Through the Looking Glass als King Oleron
- 2017: Pilgrimage als Raymond de Merville
- 2017: Brain on Fire als Tom Calahan
- 2017: Sleepwalker als Dr. Scott White
- 2018: Urban and the Shed Crew als Chop
- 2018: Ocean's 8 als Claude Becker

## Discografie (stemacteur/voice-over)
- 2006: Robin Hood: Will You Tolerate This?
- 2006: Robin Hood: Sheriff Got Your Tongue?
- 2006: Robin Hood: Who Shot The Sheriff?
- 2006: Robin Hood: Parent Hood
- 2007: The Lords of the North
- 2009: Robin Hood: The Witchfinders
- 2009: Robin Hood: The Siege
- 2009: Sylvester van Georgette Heyer
- 2009: The Great Sperm Race (TV documentary, Blink Films/Channel 4)
- 2009: New Homes From Hell, Series 1 (TV documentary, ITV)
- 2010: Venetia van Georgette Heyer
- 2010: The Convenient Marriage van Georgette Heyer
- 2010: Clarissa: The History of a Young Lady as Robert Lovelace van Samuel Richardson, (Radio Play BBC 4)
- 2010: Various poems, Words & Music: Symphony of the City, (Radio BBC 3)
- 2010: Too Poor for Posh School (TV documentary, Channel 4)
- 2010: Forest Elephants: Rumbles in the Jungle (TV documentary, BBC 2)
- 2010: Surgery School (TV documentary series, Tiger Aspect, ITV)
- 2010: Lost Land of the Tiger "Expedition Tiger", Australia, (TV documentary, 3 eps. BBC 1)
- 2010: Voiceover, various television/radio advertisements incl. British parliament election debates (Sky), Britain s Olympic advertisement (BBC), Audi, Santander
- 2010: New Homes From Hell, Series 2 (TV documentary, ITV), aired as well on Gem in Australia
- 2011: Fraud Squad (TV documentary, 2 eps.  ITV)
- 2014: Hamlet, The Novel van A.J.en David Hewson
- 2015: Classic Love Poems, audio release Audible
- 2015: David Copperfield van Charles Dickens, audio release Audible
- 2015: The Chimes van Charles Dickens, audio release Audible
- 2016: The Turn of the Screw van Henry James, audio release Audible
- 2016: Romeo and Juliet, van William Skakespeare, bewerkt door David Hewson, audio release Audible
- 2017: Castlevania, Series 1 Trevor Belmont, Netflix
- 2017: The Strange Case of Dr Jekyll and Mr Hyde, van R.L. Stevenson, audio release Audible
- 2018: Wolverine, Wolverine The Long nigh, Marvel podcast release Stitcher
- 2018: The Bloody Chamber, van Angela Carter, audio release Audible
- 2018: The Tattooist of Auschwitz van Heather Morris, audio release Bolinda Publishing, Audible, Amazon Prime
- 2018: Wanderlust van Lauren Blakely, audio release Audible
- 2018: The Marian Invasion of Earth, audio release Big Finish Productions
- 2018: Arden's Wake: Tide's Fall, Alternative Penrose Studios
- 2018: Their Lost Daughters van Joy Ellis, audio release Audible
- 2018: The Man From St. Petersburg van Ken Follet, audio release Audible
- 2018: The Murderers Son van Joy Ellis, audio release Audible
- 2018: The Snowman van Raymond Briggs, bewerkt door Michael Morpurgo, audio release Audible
- 2018: Castlevania, Series 2 Trevor Belmont, Netflix
- 2018: Heads You Win van Jeffrey Archer, audio Pan Macmillan, audio release Audible
- 2018: The Other Queen van Philippa Gregory, audio release Audible, USA door Simon Audio
- 2018: The Fourth Friend van Joy Ellis, audio release Audible

- Bibsys: 7016258
- Biblioteca Nacional de España: XX4886951
- Bibliothèque nationale de France: cb162193236 (data)
- Gemeinsame Normdatei: 141245433
- International Standard Name Identifier: 0000 0001 1448 9597
- Library of Congress Control Number: no2006023537
- MusicBrainz: 3fc3b94d-485c-4de9-b1cc-d2fbb1864d17
- Nationale Bibliotheek van Tsjechië: xx0170475
- Nationale Bibliotheek van Israël: 987007347448605171
- Nationale Bibliotheek van Polen: a0000002974458
- Nederlandse Thesaurus van Auteursnamen: 308072898
- SNAC: w6rc7r6w
- Système universitaire de documentation: 167153145
- Virtual International Authority File: 78527602
- WorldCat: E39PBJk4CVtTw3GXFC48ywbDbd